# Championnats du monde de course d'orientation 2007
Navigation
Édition précédente Édition suivante
Les championnats du monde de course d'orientation 2007, vingt-quatrième édition des championnats du monde de course d'orientation, ont lieu du 18 au 26 août 2007 à Kiev, en Ukraine.

## Podiums
Femmes
| Épreuves                | Or                                                  | Argent                                              | Bronze                                                                     |
| ----------------------- | --------------------------------------------------- | --------------------------------------------------- | -------------------------------------------------------------------------- |
| Femmes Sprint           | Suisse Simone Niggli-Luder                          | Finlande Minna Kauppi                               | Suède Lena Eliasson                                                        |
| Femmes moyenne distance | Suisse Simone Niggli-Luder                          | Finlande Heli Jukkola                               | Norvège Marianne Andersen                                                  |
| Femmes Longue distance  | Finlande Heli Jukkola                               | Finlande Minna Kauppi                               | Suisse Simone Niggli-Luder                                                 |
| Femmes Relais           | Finlande Paula Haapakoski Heli Jukkola Minna Kauppi | Suède Annika Billstam Emma Engstrand Helena Jansson | Norvège Ingunn Hultgreen Weltzien Marianne Andersen Anne Margrethe Hausken |

Hommes
| Épreuves                | Or                                                  | Argent                                           | Bronze                                     |
| ----------------------- | --------------------------------------------------- | ------------------------------------------------ | ------------------------------------------ |
| Hommes Sprint           | France Thierry Gueorgiou                            | Suisse Matthias Merz                             | Suède Martin Johansson                     |
| Hommes moyenne distance | France Thierry Gueorgiou                            | Finlande Tero Föhr                               | Russie Walentin Nowikow                    |
| Hommes Longue distance  | Suisse Matthias Merz                                | Russie Andrei Chramow                            | Norvège Anders Nordberg                    |
| Hommes Relais           | Russie Roman Efimow Andrei Chramow Walentin Nowikow | Suède Peter Öberg David Andersson Emil Wingstedt | Finlande Mats Haldin Pasi Ikonen Tero Föhr |

## Tableau des médailles
- Pays organisateur

| Rang  | Nation   | Or | Argent | Bronze | Total |
| ----- | -------- | -- | ------ | ------ | ----- |
| 1     | Suisse   | 3  | 1      | 1      | 5     |
| 2     | Finlande | 2  | 4      | 1      | 7     |
| 3     | France   | 2  | 0      | 0      | 2     |
| 4     | Russie   | 1  | 1      | 1      | 3     |
| 5     | Suède    | 0  | 2      | 2      | 4     |
| 6     | Norvège  | 0  | 0      | 3      | 3     |
| Total | Total    | 8  | 8      | 8      | 24    |